# Iphimediella georgei
Iphimediella georgei is een vlokreeftensoort uit de familie van de Iphimediidae. De wetenschappelijke naam van de soort is voor het eerst geldig gepubliceerd in 1980 door Watling & Holman.